# Urocordylus
Urocordylus es un género extinto representado por una única especie de lepospóndilo (pertenecientes al grupo Nectridea) que vivió a finales del período Carbonífero en lo que hoy es Irlanda, lo que destaca de este género es su cola larga como se puede ver en la imagen de abajo.